# دوري جزر المالديف لكرة القدم 2015
دوري جزر المالديف لكرة القدم 2015 هو موسم من دوري جزر المالديف لكرة القدم. كان عدد الأندية المشاركة فيه 8، وفاز فيه نادي نيو راديانت.